# کادوکاوا دایئی استودیو
کادوکاوا دایئی استودیو (به ژاپنی: 角川映画株式会社, Kadokawa Eiga Kabushiki-gaisha) بخش فیلم شرکت ژاپنی کادوکاوا است. این یکی از چهار عضو انجمن تولیدکنندگان فیلم‌های سینمایی ژاپن (MPPAJ) است و بنابراین یکی از چهار استودیوهای بزرگ فیلم ژاپن است.